# Pauline Whittier
Pauline "Polly" Whittier coniugata Iselin (Boston, 9 dicembre 1876 – New York, 3 marzo 1946) è stata una golfista statunitense. Discendente del poeta John Greenleaf Whittier.
Partecipò alle Olimpiadi di Parigi del 1900, ottenendo la medaglia d'argento nel torneo femminile di golf.

## Palmarès
- Olimpiadi

Parigi 1900: argento nel torneo femminile di golf.